# Carlos Deltour
Carlos Deltour (8 de abril de 1864-29 de mayo de 1920) fue un deportista francés que compitió en remo.
Participó en los Juegos Olímpicos de París 1900, obteniendo una medalla de bronce en la prueba de dos con timonel. Ganó cinco medallas en el Campeonato Europeo de Remo entre los años 1897 y 1904.

## Palmarés internacional
| Juegos Olímpicos   | Juegos Olímpicos  | Juegos Olímpicos  | Juegos Olímpicos |
| Año                | Lugar             | Medalla           | Prueba           |
| ------------------ | ----------------- | ----------------- | ---------------- |
| 1900               | París (Francia)   | Medalla de bronce | Dos con timonel  |
| Campeonato Europeo |                   |                   |                  |
| Año                | Lugar             | Medalla           | Prueba           |
| 1897               | Pallanza (Italia) | Medalla de plata  | Dos con timonel  |
| 1899               | Ostende (Bélgica) | Medalla de oro    | Dos con timonel  |
| 1900               | París (Francia)   | Medalla de oro    | Doble scull      |
| 1903               | Venecia (Italia)  | Medalla de bronce | Ocho con timonel |
| 1904               | París (Francia)   | Medalla de oro    | Doble scull      |